# België op het Eurovisiesongfestival 1984
Concours Eurovision de la Chanson - finale nationale 1984 was de Belgische preselectie van het 1984, dat gehouden zou worden in de Luxemburgse hoofdstad Luxemburg.
Op 2 maart brachten tien artiesten evenveel liedjes in de nationale finale die live werd georganiseerd in de RTBF-studio's te Brussel. Onder de kandidaten bekende namen als Jo Lemaire en Franck Olivier. Na afloop van de uitzending werden 500 Walen opgebeld die - als representatief voor het Franstalige landsgedeelte - hun voorkeur mochten meedelen. De stem van de publieksjury telde voor 50%. De andere helft van de stemmen werd geleverd door een vakjury. Winnaar werd Jacques Zegers, de kandidaat die als laatste moest optreden.
Jacques Zegers kreeg in Luxemburg 70 punten achter zijn naam; goed voor een vijfde plaats op twintig deelnemers.

## Uitslag
| Plaats | Artiest           | Lied                    |
| ------ | ----------------- | ----------------------- |
| 1      | Jacques Zegers    | Avanti la vie           |
| 2      | Marianne Croix    | En écoutant Mahler      |
| 2      | Albert Delchambre | Trainer en ville        |
| 2      | Anne-Marie Du Bru | Voyage                  |
| 2      | Formule II        | Merci à la vie          |
| 2      | Martine Laurent   | 'Y a des amours heureux |
| 2      | Jo Lemaire        | Hymne à l'amour         |
| 2      | Leonil McCormick  | Donnez-moi des ailes    |
| 2      | Nightforce        | Lance un S.O.S.         |
| 2      | Franck Olivier    | L'amour est fort        |

## In Luxemburg
In Luxemburg moest België aantreden als 8ste na Cyprus en voor Ierland.
Na de puntentelling bleek dat Jacques Zegers op een 5de plaats was geëindigd met een totaal van 70 punten.
Men ontving ook 2 keer het maximum van de punten.
Nederland had 8 punten over voor de inzending.

### Gekregen punten

#### Finale
| 12 punten               | 10 punten            | 8 punten                 | 7 punten | 6 punten |
| ----------------------- | -------------------- | ------------------------ | -------- | -------- |
| - Frankrijk - Luxemburg | - Finland - Portugal | - Nederland              |          |          |
| 5 punten                | 4 punten             | 3 punten                 | 2 punten | 1 punt   |
| - Turkije               | - Duitsland          | - Noorwegen - Oostenrijk | - Spanje | - Italië |

### Punten gegeven door België

#### Finale
Punten gegeven in de finale:
| 12 punten | Ierland             |
| 10 punten | Frankrijk           |
| 8 punten  | Denemarken          |
| 7 punten  | Zweden              |
| 6 punten  | Duitsland           |
| 5 punten  | Zwitserland         |
| 4 punten  | Turkije             |
| 3 punten  | Spanje              |
| 2 punten  | Verenigd Koninkrijk |
| 1 punt    | Noorwegen           |

1956 · 1957 · 1958 · 1959 · 1960 · 1961 · 1962 · 1963 · 1964 · 1965 · 1966 · 1967 · 1968 · 1969 · 1970 · 1971 · 1972 · 1973 · 1974· 1975 · 1976 · 1977 · 1978 · 1979 · 1980 · 1981 · 1982 · 1983 · 1984 · 1985 · 1986 · 1987 · 1988 · 1989 · 1990 · 1991 · 1992 · 1993 · 1994 · 1995 · 1996 · 1997 · 1998 · 1999 · 2000 · 2001 · 2002 · 2003 · 2004 · 2005 · 2006 · 2007 · 2008 · 2009 · 2010 · 2011 · 2012 · 2013 · 2014 · 2015 · 2016 · 2017 · 2018 · 2019 · 2020 · 2021 · 2022 · 2023 · 2024 · 2025